# Bhanuvalli, Harihar
Bhanuvalli là một làng thuộc tehsil Harihar, huyện Davanagere, bang Karnataka, Ấn Độ.